# Milagros (kommunhuvudort i Spanien, Kastilien och Leon, Provincia de Burgos, lat 41,58, long -3,70)
Milagros är en kommunhuvudort i Spanien.   Den ligger i provinsen Provincia de Burgos och regionen Kastilien och Leon, i den centrala delen av landet, 130 km norr om huvudstaden Madrid. Milagros ligger 850 meter över havet och antalet invånare är 494.
Terrängen runt Milagros är platt åt nordväst, men åt sydost är den kuperad. Runt Milagros är det glesbefolkat, med 8 invånare per kvadratkilometer. Närmaste större samhälle är Aranda de Duero, 10,6 km norr om Milagros. Trakten runt Milagros består till största delen av jordbruksmark.